# Балканци (област Велико Търново)
 За другото българско село вижте Балканци (област Добрич).  
Балканци е село в Северна България. То се намира в община Стражица, област Велико Търново.

## География
Село Балканци е разположено на границата на Предбалкана с Дунавската равнина. Местността е хълмиста, част от която е покрита от широколистна гора. Поради специфичния терен тук се отглеждат предимно есенни и пролетни култури, технически култури и овощни дървета. През последните години се разви и ягодопроизводството. 
Флората в Балканци също е много богата. Запазени са естествени гори от видове дъб и бук. В някои землища има запазени единични вековни дървета. Изкуствено създадените гори са от дъб, бук, бял бор, липа, акация и др. Това е предпоставка за развитие на еко туризъм. 
Природни образувания няма с изключение на пещерата “Кочата дупка”, която не е проучена.
Климатът е умереноконтинентален.

## Население
Преброяване на населението през 2011 г.
Численост и дял на етническите групи според преброяването на населението през 2011 г.:
|                     | Численост | Дял (в %) |
| Общо                | 148       | 100,00    |
| Българи             | 148       | 100,00    |
| Турци               | 0         | 0,00      |
| Цигани              | 0         | 0,00      |
| Други               | 0         | 0,00      |
| Не се самоопределят | 0         | 0,00      |
| Неотговорили        | 0         | 0,00      |

## Други
В селото е възстановена църквата, която дълго време не функционира поради опасност от срутване. С усилията на местните хора тя е укрепена.
Близо до селото се намира и стар римски път.